# 太平庄乡 (神池县)
太平庄乡，曾是中华人民共和国山西省忻州市神池县下辖的一个乡镇级行政单位。2021年5月，撤销太平庄乡，整建制并入龙泉镇。

## 行政区划
太平庄乡下辖以下地区：
太平庄村、西口子村、磁窑沟村、小磨沟村、杨家坡村、邵家窊村、羊栅村、冷饭坡村、庄子上村、沙沟子村、凤凰山村、西岭村、大磨沟村、板井村、长城梁村、红杄岭村、郝家坡村、小南庄村、小山儿村、岭脚底村、窝铺沟村、圪坨子村、宋村和石坪子村。